# Zuid-talen
De Zuid-talen vormen een taalfamilie van vier Indonesische talen binnen de Centraal-Zuid-taalfamilie. 

## Classificatie
- Austronesische talen (1268)
  - Malayo-Polynesische talen (1248)
    - Baritotalen (27)
      - Oost-talen (18)
        - Centraal-Zuid-talen (5)
          - Zuid-talen (4)

## Talen
- Dusun Malang
- Dusun Witu
- Ma'anjan
- Paku

## Evolutie van het aantal sprekers
- 1981: 125 000
- 2003: 163 000

Het aantal sprekers stijgt langzaam maar zeker.

## Verspreiding van de sprekers
- Indonesië: 163 000; In de ranglijst van meest gesproken talen in Indonesië staat het Ma'anjan als eerste Zuid-taal op nummer 48, volgens de totalen van het aantal sprekers op nummer 57.

Centrale talen: Dusun Deyah

Zuid-talen: Dusun Malang · Dusun Witu · Ma'anjan · Paku